# 암불라크라리아
암불라크라리아(Ambulacraria)는 극피동물과 반삭동물 그리고 진와충동물을 포함하고 있는 무척추동물의 분류군 중 하나이다. 이 동물들은 암불라크라리아류라고 부른다. 이 상문은 암불라크라리아상문에서 발견되지 않는 척삭동물을 제외하면, 후구동물상문(Deuterostomia)과 거의 같다.
현존하는 동물로 3개의 문이 있다.
- 극피동물문 (Echinodermata) : 불가사리류와 성게류, 거미불가사리, 해삼, 바다나리 등
- 반삭동물문 (Hemichordata) : 장새류, 익새류, 필석류(筆石類, 화석)
- 진와충동물문 (Xenoturbellida) : 벌레 모양의 2종